# Lukas Krieger
Lukas Albrecht Krieger, né le 11 novembre 1987 à Weingarten (Wurtemberg), est un homme politique allemand. 

## Biographie
Lukas Krieger naît le 11 novembre 1987 à Weingarten. Membre de la CDU/CSU, il est élu au Bundestag en 2025.